# 3. SNL
La Tercera Liga de Eslovenia (en esloveno: Tretja Slovenska Nogometna Liga), conocida también como la 3. SNL, es la tercera liga de fútbol más importante del país, y es organizada por la Asociación de Fútbol de Eslovenia.

## Historia
La liga fue creada en 1992 y en ese entonces estaba dividida en 2 zonas (Este y Oeste), hasta que en la temporada 1998/99 luego de la expansión de equipos, le fueron creados otros dos grupos (Centro y Norte), y los ganadores de cada grupos ascienden a la 2. SNL, mientras que los dos peores equipos de cada zona descienden a las ligas regionales.

## Ediciones anteriores

### 1992-98
| Temporada | Este       | Oeste        |
| --------- | ---------- | ------------ |
| 1992-93   | Veržej     | Piran        |
| 1993-94   | Drava Ptuj | Mengeš       |
| 1994-95   | Šentjur    | Črnuče       |
| 1995-96   | Dravograd  | Renče        |
| 1996-97   | Aluminij   | Krka         |
| 1997-98   | Pohorje    | Tabor Sežana |

### 1998-2004
| Temporada | Centro         | Este           | Norte      | Oeste  |
| --------- | -------------- | -------------- | ---------- | ------ |
| 1998-99   | Livar          | Črenšovci      | Rogoza     | Korte  |
| 1999-2000 | Komenda        | Renkovci       | Dravinja   | Brda   |
| 2000-01   | Bela Krajina   | Bakovci        | Drava Ptuj | Renče  |
| 2001-02   | Grosuplje      | Križevci       | Krško      | Izola  |
| 2002-03   | Svoboda        | Čarda2         | Pohorje2   | Korte1 |
| 2003-04   | Factor Ježica3 | Nafta Lendava4 | Šoštanj4   | Korte3 |

1 Korte declinó el ascenso, su lugar fue ocupado por el Tabor Sežana

2 Čarda y Pohorje declinaron ascender (no hubo reemplazo)

3 Play-off: Korte - Factor Ježica 4–0, 0–4 (1–4 pen.)
Factor Ježica ascendió

4 Play-off: Šoštanj - Nafta Lendava 0–0, 2–0 El Šoštanj perdió la licencia, Nafta Lendava ascendió

### Desde 2004
| Temporada | Este         | Oeste            |
| --------- | ------------ | ---------------- |
| 2004-05   | Zavrč5       | Šenčur           |
| 2005-06   | Mura 05      | Bonifika         |
| 2006-07   | Zavrč        | Krka             |
| 2007-08   | MU Šentjur   | Olimpija         |
| 2008-09   | Dravinja     | Šenčur           |
| 2009-10   | Šmartno 1928 | Adria6           |
| 2010-11   | Odranci7     | Radomlje         |
| 2011-12   | Zavrč        | Krka             |
| 2012-13   | Veržej       | Ankaran Hrvatini |
| 2013-14   | Dravinja     | Tolmin           |

5 Zavrč rechazó el ascenso (no hubo reemplazo)

6 Adria declinó ascender, su lugar lo tomó el segundo lugar del grupo Dob

7 Odranci rechazó el ascenso, su lugar lo ocupó el segundo del grupo Šampion

## Temporada 2019-20

### Zona Este
| Club             | Ciudad             | Estadio                             | Posición 2018-19  |
| ---------------- | ------------------ | ----------------------------------- | ----------------- |
| Bistrica         | Slovenska Bistrica | Parque Deportivo Slovenska Bistrica | 4º (3. SNL Norte) |
| Dravinja         | Slovenske Konjice  | Estadio Dobrava                     | 2º (3. SNL Norte) |
| Ljutomer         | Ljutomer           | Parque Deportivo Ljutomer           | 4º (3. SNL Este)  |
| Odranci          | Odranci            | ŠRC Odranci                         | 2º (3. SNL Este)  |
| Podvinci         | Podvinci           | Estadio Podvinci                    | 1º (MNZ Ptuj)     |
| Korotan Prevalje | Prevalje           | Estadio Prevalje                    | 4º (MNZ Maribor)  |
| Radgona          | Gornja Radgona     | Estadio Gornja Radgona              | 10º (3. SNL Este) |
| Šampion          | Celje              | Olimp                               | 6º (3. SNL Norte) |
| Šmartno          | Šmartno ob Paki    | Estadio Šmartno                     | 3º (3. SNL Norte) |
| Veržej           | Veržej             | Estadio Čistina                     | 5º (3. SNL Este)  |
| ŠD Videm         | Videm pri Ptuju    | Parque Deportivo Videm              | 5º (3. SNL Norte) |
| NK Zreče         | Zreče              | Estadio Zreče                       | 7º (3. SNL Norte) |

### Zona Oeste
| Club                | Ciudad           | Estadio                    | Posición 2018-19   |
| ------------------- | ---------------- | -------------------------- | ------------------ |
| Adria               | Miren            | Estadio Pri Štantu         | 5º (3. SNL Oeste)  |
| Arne Tabor 69       | Ljubljana (Brod) | Maksov Gaj                 | 5º (3. SNL Centro) |
| Bled                | Bled             | Centro Deportivo Bled      | 1º (3. SNL Centro) |
| NK Brinje-Grosuplje | Grosuplje        | Brinje Stadium             | 4º (3. SNL Centro) |
| Ilirija             | Ljubljana        | Parque Deportivo Ilirija   | 15º (2. SNL)       |
| Izola               | Izola            | Estadio Izola City         | 6º (3. SNL Oeste)  |
| Kočevje             | Kočevje          | Estadio Gaj                | 1º (MNZ Ljubljana) |
| Primorje            | Ajdovščina       | Estadio Ajdovščina         | 4º (3. SNL Oeste)  |
| Sava Kranj          | Kranj            | Parque Deportivo Stražišče | 9º (3. SNL Centro) |
| Svoboda Ljubljana   | Ljubljana        | Parque Deportivo Svoboda   | 6º (3. SNL Centro) |
| Šenčur              | Šenčur           | Parque Deportivo Šenčur    | 7º (3. SNL Centro) |
| Tolmin              | Tolmin           | Parque Deportivo Brajda    | 2º (3. SNL Oeste)  |
| Vipava              | Vipava           | Estadio Ob Beli            | 3º (3. SNL Oeste)  |
| Žiri                | Žiri             | Estadio Polje              | 8º (3. SNL Centro) |